# Provinz Uzen

Provinz Uzen (rot)

Uzen (jap. 羽前国, Uzen no kuni) war eine der historischen Provinzen Japans. Sie erstreckte sich über das Gebiet der heutigen Präfektur Yamagata mit Ausnahme des Akumi-gun und den nördlich vom Fluss Mogami gelegenen Teil von Sakata.
Bei der Volkszählung 1872 (Jinshin Koseki) wurden für Uzen 560.984 Einwohner gezählt.

## Geschichte
Die Provinz entstand am 19. Januar 1869 aus der Aufspaltung der Provinz Dewa (出羽国) in die Provinzen Uzen („Vorder-Dewa“) und Ugo („Hinter-Dewa“). Diese wurden kollektiv auch als Ushū (羽州, „Dewa-Provinz(en)“) bezeichnet.

## Lehen
In Uzen befanden sich folgende Lehen (han):
- Shōnai (庄内藩)/Tsuruoka (鶴岡藩)/Ōizumi (大泉藩) (1622–1871)
  - Matsuyama (松山藩)/Matsumine (松嶺藩) (1647–1871)
- Shinjō (新庄藩; 1622–1871)
- Yamagata (山形藩; 1600–1870)
- Kaminoyama (上山藩; 1622–1871)
- Tendō (天童藩; 1830–1871)
- Nagatoro (長瀞藩; 1798–1869)
- Yonezawa (米沢藩; 1601–1871)
  - Yonezawa-Shinden (米沢新田藩; 1719–1869)

## Landkreise
In Uzen befanden sich folgende Landkreise (gun):
- Tagawa-gun (田川郡); ab 1878: Higashitagawa-gun (東田川郡) und Nishitagawa-gun (西田川郡)
- Mogami-gun (最上郡)
- Murayama-gun (村山郡); ab 1878: Higashimurayama-gun (東村山郡), Nishimurayama-gun (西村山郡), Minamimurayama-gun (南村山郡) und Kitamurayama-gun (北村山郡)
- Okitama-gun (置賜郡)